# Tubifex
Tubifexul (Tubifex) este un gen de vierme anelid, oligochet, dulcicol sau salmastricol, de 15-100 mm lungime, frecvente în apele cu multe substanțe putrescibile. Au corpul alungit, subțire, prevăzut cu numeroși cheți de diferite forme, însă întotdeauna sunt prezenți și cei bifurcați.  Canalul  spermatic este lung, iar penisul bine dezvoltat.  
Tubifecșii trăiesc în mâlul de sub apă, unde se văd în pâlcuri roșii de mii de indivizi mici. Stau înfipți cu extremitatea anterioară în mâl, iar extremitatea posterioară, care rămâne afară, este în continuă mișcare de oscilație. Dacă se bate cu piciorul în pământ, pe malul apei, ei simt trepidația și se retrag fulgerător în galeriile lor și nu se mai vad decât mici găurele înconjurate de mici cratere. Acestea sunt formate de excrementele lor abundente, fiindcă sunt "mâncători" de mâl.
Coloritul corpului este roșu, din cauză că sângele lor conține hemoglobină. Acest caracter este o adaptare la apele poluate de substanțe putrescibile, dejecțiile de la fabrici și de alte cauze, ape care conțin foarte puțin oxigen. Cu ajutorul hemoglobinei tubifecșii pot însă să folosească și aceste mici cantități de O2. 
Servesc ca hrană pentru peștii bentonici, ca momeală pentru pești, ca hrană pentru pești de acvariu și ca indicatori pentru gradul de poluare a apelor cu material putrescibil și sunt gazde pentru mixosporidul Myxobolus cerebralis (Myxosoma cerebralis), platelminții Caryophyllaeus mutabilis și Archigetes sieboldi (Archigetes appendiculatus).

## Specii
- Tubifex blanchardi (Vejdovský, 1891)
- Tubifex costatus
- Tubifex ignotus (Stolc, 1886)
- Tubifex kryptus (Bülow, 1957)
- Tubifex longipenis (Brinkhurst, 1965)
- Tubifex montanus (Kowalewski, 1919)
- Tubifex nerthus (Michaelsen, 1908)
- Tubifex newaensis (Michaelsen, 1903)
- Tubifex newfei
- Tubifex pescei (Dumnicka 1981)
- Tubifex pomoricus (Timm, 1978)
- Tubifex smirnowi (Lastockin, 1927)
- Tubifex tubifex (Mueller, 1774)